# Laguna mental
Laguna mental, también conocida como amnesia lacunar o amnesia localizada, son episodios en los que la memoria de una persona se ve afectada de tal forma que no le es posible acceder a un recuerdo predeterminado.

## Definición
Es una pérdida parcial de la memoria que abarca un periodo corto. En otras palabras, la parte consciente del cerebro no puede acceder ni para recordar ni para almacenar vivencias y recuerdos, durante un período, que puede ser desde minutos hasta de forma permanentemente, un término que puede ser muy peligroso .

## Etiología
Sus orígenes pueden ser diversos, pero en su mayoría se ven desencadenados por algún ACV (Accidente Cerebrovascular), contusión cerebral, desequilibrios sanguíneos o químicos en el líquido cefalorraquídeo, e isquemias, entre otras causas.
Se asocia a pacientes con pérdida transitoria de la conciencia como en los casos de confusión o coma. 